# Senny Mayulu
Senny Mayulu (Le Blanc-Mesnil, 17 maggio 2006) è un calciatore francese, centrocampista del Paris Saint-Germain.

## Biografia
Ha un fratello maggiore di nome Fally, anch'egli calciatore professionista.

## Carriera

### Club
Cresciuto calcisticamente tra le file del Saint-Denis e dell'Épinay-sur-Seine, nel 2020 entra a far parte delle giovanili del Paris Saint-Germain.
Scala rapidamente le gerarchie e all'inizio della stagione 2023-2024 viene promosso in Under-19, debuttando nel campionato di categoria e in UEFA Youth League.
Complice le sue buone prestazioni con quest'ultima formazione, nel novembre 2023 viene convocato da Luis Enrique in prima squadra.

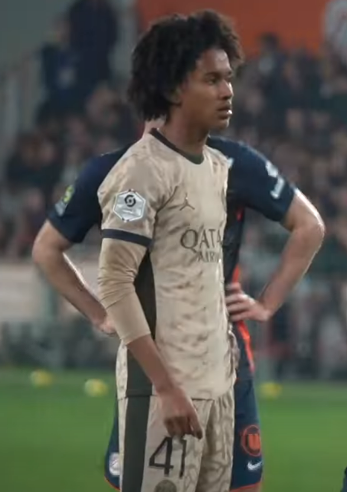
Mayulu con la maglia del, in occasione della gara del 18 marzo 2024 contro il nella quale ha debuttato in Ligue 1.

Due mesi dopo, il 7 gennaio 2024, esordisce con la prima squadra nella partita di Coppa di Francia vinta 9-0 contro il Revel.
Da quel momento viene promosso ufficialmente da Enrique in pianta stabile assieme a due sue compagni dell'Under-19, Ethan Mbappé e Warren Zaïre-Emery.
Il 20 gennaio successivo, alla seconda presenza assoluta, trova la prima rete tra i professionisti nella gara dei trentaduesimi di finale di coppa nazionale contro l'Orléans (vittoria 4-1); mentre il 18 marzo, da subentrato, debutta anche in Ligue 1 contro il Montpellier.
Il 6 aprile gioca per la prima volta da titolare anche in campionato in una gara contro il Clermont Foot: nell'occasione segna anche la sua prima rete da professionista che tuttavia non gli viene convalidata dopo il consulto al VAR a causa di una fallo di un suo compagno ad inizio azione.
A fine stagione, conclusa con un totale di 10 presenze e una rete tra tutte le competizioni, firma il suo primo contratto da professionista, ovvero un triennale fino al 2027.
Inoltre, seppur da comprimario, si laurea campione di Francia sia con la prima squadra che con l'Under-19 e vince anche la coppa nazionale.
L'annata seguente trova un po' di spazio in più che gli permettono di raggiungere diversi traguardi personali: il 19 ottobre 2024 segna la prima rete in massima serie nella vittoria per 4-2 contro lo Strasburgo; debutta nella finale della Supercoppa francese (vinta contro il Monaco) e anche in UEFA Champions League. In quest'ultima competizione, il 19 febbraio 2025 trova la prima rete contro il Brest nella vittoria per 7-0 valida per il ritorno dei playoff.
Nel corso del mese di maggio si laurea nuovamente campione di Francia e di coppa e, il 31 dello stesso mese, segna anche la rete del definitivo 5-0 nella finale di UEFA Champions League vinta contro gli italiani dell'Inter, che gli permette di completare il treble. Il mese successivo, il 15 giugno, segna una rete anche al debutto nella Coppa del Mondo per Club, segnando la terza rete nel successo per 4-0 contro l'Atlético Madrid.

### Nazionale
Di origini congolesi, in virtù della sua nascita in Francia decide di rappresentare quest'ultima nazione.
Lo fa per la prima volta nel 2023, giocando per la nazionale under-18, con cui trionfa al Lafarge Foot Avenir.
L'anno seguente debutta in under-19, con cui partecipa al campionato europeo di categoria in Irlanda del Nord, nella quale ottiene il raggiungimento del secondo posto, a causa della sconfitta in finale contro il pari età della Spagna.

## Statistiche
Statistiche aggiornate al 16 giugno 2025.
| Stagione        | Squadra             | Campionato      | Campionato | Campionato | Coppe nazionali | Coppe nazionali | Coppe nazionali | Coppe continentali | Coppe continentali | Coppe continentali | Altre coppe | Altre coppe | Altre coppe | Totale | Totale |
| Stagione        | Squadra             | Comp            | Pres       | Reti       | Comp            | Pres            | Reti            | Comp               | Pres               | Reti               | Comp        | Pres        | Reti        | Pres   | Reti   |
| --------------- | ------------------- | --------------- | ---------- | ---------- | --------------- | --------------- | --------------- | ------------------ | ------------------ | ------------------ | ----------- | ----------- | ----------- | ------ | ------ |
| 2023-2024       | Paris Saint-Germain | L1              | 8          | 0          | CF              | 2               | 1               | UCL                | 0                  | 0                  | SF          | 0           | 0           | 10     | 1      |
| 2024-2025       | Paris Saint-Germain | L1              | 20         | 2          | CF              | 4               | 1               | UCL                | 4                  | 2                  | SF+Cmc      | 1+1         | 0+1         | 30     | 6      |
| Totale PSG      | Totale PSG          | Totale PSG      | 28         | 2          |                 | 6               | 2               |                    | 4                  | 2                  |             | 2           | 1           | 40     | 7      |
| Totale carriera | Totale carriera     | Totale carriera | 28         | 2          |                 | 6               | 2               |                    | 4                  | 2                  |             | 2           | 1           | 40     | 7      |

## Palmarès

### Club

#### Competizioni giovanili
- Championnat National U19: 1

PSG: 2023-2024

#### Competizioni nazionali
- Campionato francese: 2

Paris Saint-Germain: 2023-2024, 2024-2025
- Coppa di Francia: 2

Paris Saint-Germain: 2023-2024, 2024-2025
- Supercoppa francese: 1

Paris Saint-Germain: 2024

#### Competizioni internazionali
- UEFA Champions League: 1

Paris Saint-Germain: 2024-2025
- Supercoppa UEFA: 1

Paris Saint-Germain: 2025

### Nazionale
- Lafarge Foot Avenir: 1

2023

### Individuale
- Titi d'Or: 1

2023